# كيوشي كوروساوا
كيوشي كوروساوا (باليابانية: 黒沢 清) (مواليد 19 يوليو 1955) هو مخرج أفلام وكاتب سيناريو ياباني، يعد من أشهر مخرجي السينما اليابانية في نوع الرعب، وهو خريج جامعة ريكيو اليابانية، وأخرج عدة أفلام منها فيلم سويت سويت هوم عام 1989.

## الأعمال

### أفلام
| السنة | الفيلم                | عمل في | عمل في        |
| السنة | الفيلم                | أخراج  | كتابة سيناريو |
| ----- | --------------------- | ------ | ------------- |
| 1983  | حروب منحرفي كانداغاوا | نعم    | نعم           |
| 1989  | سويت هوم              | نعم    | نعم           |
| 1997  | دواء                  | نعم    | نعم           |
| 1998  | مسار الأفعى           | نعم    | لا            |
| 2008  | طوكيو سوناتا          | نعم    | نعم           |
| 2016  | كريبي                 | نعم    | نعم           |
| 2017  | قبل أن نختفي          | نعم    | نعم           |
| 2024  | مسار الأفعى           | نعم    | نعم           |

## الجوائز
- جائزة الأسد الفضي لأفضل مخرج في مهرجان البندقية السينمائي الدولي عام 2020.

## روابط خارجية
- كيوشي كوروساوا على موقع IMDb (الإنجليزية)
- كيوشي كوروساوا على موقع ميتاكريتيك (الإنجليزية)
- كيوشي كوروساوا على موقع روتن توميتوز (الإنجليزية)
- كيوشي كوروساوا على موقع ألو سيني (الفرنسية)
- كيوشي كوروساوا على موقع أول موفي (الإنجليزية)
- كيوشي كوروساوا على موقع قاعدة بيانات الفيلم (الإنجليزية)
- كيوشي كوروساوا على موقع كينوبويسك (الروسية)